# Кулиев, Рамиз Эйюб оглы
Рамиз Эйюб оглы Кулиев (азерб. Ramiz Əyyub oğlu Quliyev, род. 30 апреля 1947, Агдам) — тарзен, профессор, Народный артист Азербайджанской ССР (1988), лауреат Государственной премии Азербайджанской Республики (2014).

## Биография
Рамиз Кулиев родился 30 апреля 1947 года в Агдамском районе в семье служащего. В 1954 году начал учиться в Агдамской средней общеобразовательной школе № 5 и в то же время обучался в 7-летней музыкальной школе по специальности игра на таре. После окончания музыкальной школы в 1960 году он поступил в Агдамское среднее специальное музыкальное училище имени Узеира Гаджибекова. После окончания там курса обучения, в 1963—1964 годах работал в музыкальной школе.
Во время учёбы в Агдамской музыкальной школе Р. Гулиев участвовал в концертах, во многих конкурсах и фестивалях, организованных в регионах и городах Азербайджана в составе ансамбля народных инструментов «Шур», действующего при Агдамском районном Доме культуры. В частности  он успешно участвовал на Фестивале республиканских музыкальных коллективов (Баку, 1957 год), где занял I место среди учеников музыкальных школ, а в 1961 году участвовал в составе делегации музыкальных коллективов от Азербайджана на Всесоюзной выставке достижений народного хозяйства в Москве. 
В эти же годы Р. Кулиев работал руководителем кружка таристов в Агдамском районном доме пионеров и руководителем музыкального отдела в Агдамском государственном драматическом театре имени А. Ахвердиева.
В 1964—1969 годах Р. Кулиев обучался в Азербайджанской государственной консерватории имени У. Гаджибекова по специальности тар и дирижирование. Одновременно он преподавал по классе игры на таре в бакинской средних музыкальных школах № 1 и № 20.    
После завершения обучения в Консерватории 1974 год был знаменательным в творческой карьере Р. Кулиева. Так, в июне этого  года на Закавказском фестивале музыкантов он был удостоен первой премии, а в октябре - первого места на V Всесоюзном конкурсе эстрадных артистов в Москве.
Кроме того, начиная с первого курса обучения в Консерватории и до 1994 года Р. Кулиев был также солистом Азербайджанской государственной филармонии имени М. Магомаева и Азербайджанского Государственного концертного объединения (Азконцерт). 
В 1974—1992 годах Р. Кулиев работал преподавателем, старшим преподавателем (1977), доцентом (1983) и профессором (1990) в Азербайджанской государственной консерватории имени У. Гаджибекова (с 1991 года - в Бакинской Музыкальной Академии имени У. Гаджибейли). В 1992—2002 годах он заведовал Кафедрой народных музыкальных инструментов того же вуза.
Одновременно со своей преподавательской и исполнительской деятельностью в республике Р. Кулиев осуществлял успешные сольные и ансамблевые выступления за ее пределами - в Грузии, Украине,Узбекистане,  России, Беларуси, Турции, Афганистане, Гвинее-Бисау, Сирии, Нидерландах, Швейцарии, Германии, Пакистане, Алжире, Тунисе, Индии, Японии, США, Канаде, Польше, Дании, Иране, Ираке, Франции, Великобритании, Израиле, Норвегии и других странах мира.  
В 1987 году на III Международном музыковедческом симпозиуме в Самарканде Р. Кулиев с большим успехом выступил в качестве как солиста так и руководителя и участника мугамного трио имени Садыхжана (совместно с певцом-ханенде А. Касимовым и кеманчисткой Ш. Эйвазовой). На организованном в рамках симпозиума вечере симфонической музыки в Самаркандском театре оперы и балета, он исполнил произведения азербайджанских композиторов для тара с оркестром в сопровождении Узбекского государственного симфонического оркестра (дирижер В. Хагназаров).  
После своего успешного выступления как солиста и в рамках трио имени Садыхджана на Международном фольклорном фестивале ЮНЕСКО в США в 1988 году он был награжден специальным дипломом руководства оргкомитета фестиваля за высокое исполнительское мастерство. В 1989 году Р. Кулиев в числе музыкантов-исполнителей из Азербайджана был приглашен на традиционный фестиваль "Великий шелковый путь", где совместно с музыкантами из других стран Ближнего и Среднего Востока выступил с концертными программами в более чем 30 городах Японии.  
В 1997 году Р. Кулиев вместе со своим сыном, молодым таристом Э. Кулиевым, принимал участие на мероприятиях по празднованию 70-летия виолончелиста Мстислава Ростроповича и 55-летия певца Муслима Магомаева в Баку и Москве, а также 80-летия композитора Тофика Кулиева в Лондоне.  
В разное время, наряду со сценической деятельностью, Р. Кулиев давал также мастер-классы. Например, в Измирском Эгейском Университете (Турция, 1994 год), в Иерусалиме (Израиль, 1997 год), Тегеранском государственном университете культуры и искусств (Иран, 2002 год) и т.д.
Р. Кулиев был избран в Совет народных депутатов Насиминского района города Баку XVIII и XIX созывов в 1981 и 1984 годах. Его общественная деятельность осуществляется также в рамках, учрежденного в 1998 году Общества Азербайджанской Национальной Культуры, а также в ряде культурно-массовых мероприятий, проводимых в Баку и различных регионах Азербайджана.

## Премии, награды, звания
- 1978 год — Премия Ленинского комсомола Азербайджанской ССР.
- 1 декабря 1982 года — Заслуженный артист Азербайджанской ССР.
- 1988 год — удостоен специального диплома Международного фольклорного фестиваля.
- 12 октября 1988 года — Народный артист Азербайджанской ССР.
- 1993 год — Национальная премия «Humay».
- 2001 год — Почётное звание «Самоотверженный артист года» (Национальный премиальный фонд «Симург»).
- 1 апреля 2005 года — Персональная пенсия Президента Азербайджанской Республики[1]
- 14 мая 2007 года — Орден «Слава» — за заслуги в развитии азербайджанского музыкального искусства[2][3]
- 2010 год — Юбилейная медаль Молдавской государственной филармонии[4]
- 27 мая 2014 года — Государственная премия Азербайджанской Республики — за концертно-исполнительскую деятельность[5]
- 2015 год — Орден «Дружба» (Общество «Германия — Азербайджан»)[6]
- 1 мая 2017 года — Орден «Честь» — за заслуги в развитии азербайджанской культуры[7][8]